# Ghiacciaio Spear
Il ghiacciaio Spear (in inglese Spear Glacier) è un ghiacciaio situato sulla costa di Orville, nella parte sud-orientale della Terra di Palmer, in Antartide. Il ghiacciaio, il cui punto più alto si trova a circa 1250 m s.l.m., fluisce in direzione est, scorrendo tra i monti Hauberg, a ovest, e i colli Peterson, a est, fino ad andare ad alimentare la parte occidentale della piattaforma glaciale Filchner-Ronne.

## Storia
Il ghiacciaio Spear è stato mappato grazie a ricognizioni terrestri dello United States Geological Survey e a fotografie aeree scattate dalla marina militare statunitense tra il 1961 e il 1967; in seguito è stato così battezzato dal Comitato consultivo dei nomi antartici in onore di Milton B. Spear, elettricista di base alla Stazione di ricerca Eights nel 1965.f>